# Thomas Thynne (m. 1682)
Thomas Thynne (1647/8–12 de febrero de  1682) fue un terrateniente inglés, miembro de la Cámara de los Comunes desde 1670 hasta su muerte. Era llamado "Tom de los Diez Mil por su fortuna". Era amigo del duque de Monmouth, relación a la que se refiere John Dryden satírica mente en Absalom and Achitophel donde es descito como "Issachar, su rico amigo del oeste".
Thynne fue hijo de Sir Thomas Thynne, y su esposa Stuarta Balquanquill, hija del doctor Walter Balquanquill. Su era, a su vez, el hijo menor de Sir Thomas Thynne de Longleat, Wiltshire.  En 1670, Thynne heredó los estados de su familia en Longleat tras la muerte sin descendencia de su tío, Sir James Thynne. También le sucedió como miembro del parlamento por Wiltshire, hasta la muerte de él en 1682. 
El 15 de noviembre de 1681, Thynne se casó con Lady Elizabeth Percy, una rica heredera como única hija Joceline Percy, XI conde de Northumberland.
Thynne fue asesinado en 12 de febrero de 1682 después de que el conde sueco Karl Johann von Königsmark empezase a cortejar a su mujer. Fue disparado cuando conducía su carruaje en Pall Mall, Londres, por tres hombres: Christopher Vratz, John Stern y Charles George Borosky. Existía una fuerte sorpresa de que actuaban bajo órdenes de Königsmark, quien fuera ercarcelado con ellos. El conde fue declarado inocente (según John Evelyn, por la corrupción del jurado), mientras los tres ejecutores fueron colgados el 10 de marzo de 1682
El conde Karl von Königsmark era hermano del conde Philip Christoph von Königsmarck, desaparecido en Hannover en 1694, probablemente mandado asesinar por el futuro Jorge I de Gran Bretaña, con cuya esposa, Sofía Dorotea de Celle, mantenía una relación amorosa.
Tras la muerte de Thynne, la viuda se casó con Charles Seymour, VI duque de Somerset.
Sus restos permanecen en una tumba de mármol en la Abadía de Westminster. Parte de la decoración de la tumba representa el crimen que acabó con su vida.